# Mosé Navarra
Mosé Navarra (ur. 18 lipca 1974 w Loano) – włoski tenisista, reprezentant w Pucharze Davisa.

## Kariera tenisowa
W gronie juniorów osiągnął finał French Open 1992 w grze pojedynczej chłopców ulegając Andrei Pavelowi.
Zawodowym tenisistą był w latach 1993–2002. Wygrał 3 turnieje rangi ATP Challenger Tour w grze pojedynczej i 3 imprezy tego cyklu w grze podwójnej. Jest ponadto finalistą 1 zawodów ATP World Tour w deblu.
W latach 2001 i 2002 reprezentował Włochy w Pucharze Davisa rozgrywając 2 zwycięskie pojedynki singlowe i 1 deblowy. W grze podwójnej poniósł również 2 porażki.
W rankingu gry pojedynczej najwyżej był na 119. miejscu (14 czerwca 1999), a w klasyfikacji gry podwójnej na 170. pozycji (1 października 2001).

### Finały w turniejach ATP World Tour
| Legenda                                      |
| -------------------------------------------- |
| Wielki Szlem                                 |
| Igrzyska olimpijskie                         |
| Tennis Masters Cup / ATP Finals              |
| ATP Masters Series / ATP Tour Masters 1000   |
| ATP International Series Gold / ATP Tour 500 |
| ATP International Series / ATP Tour 250      |

#### Gra podwójna (0–1)
| Końcowy wynik | Nr | Data            | Turniej | Nawierzchnia | Partner     | Przeciwnicy             | Wynik finału |
| ------------- | -- | --------------- | ------- | ------------ | ----------- | ----------------------- | ------------ |
| Finalista     | 1. | 7 stycznia 2001 | Ćennaj  | Twarda       | Barry Cowan | Byron Black Wayne Black | 3:6, 4:6     |